# السفارة في العمارة (فلم)
السفارة في العمارة فيلم مصري كوميدي سياسي ساخر من أفلام الممثل الكوميدي المصري عادل إمام، إنتاج عام 2005، تأليف يوسف معاطي وإخراج عمرو عرفة.

## قصة الفيلم
تدور أحداثه حول المهندس شريف خيري (عادل إمام) الشخص اللاهي المستهتر المتعدد العلاقات النسائية الذي يعود إلى مصر بعد 25 سنة قضاها مهندس نفط في الإمارات، وتم طرده من العمل بسبب علاقته بزوجة رئيسه في العمل ثم يفاجأ بوجود السفارة الإسرائيلية في المبنى الذي يقطنه في القاهرة، وخلال أحداث الفيلم نشاهد معاناته بسبب الإجراءات الأمنية التي تفرض عليه من جراء ذلك. مما يدفعه من التحول من إنسان أناني لا علاقة له بالسياسة إلى شخص مناوئ لإسرائيل ويتحول إلى رمز شعبي ويرفع قضية مدعومة من الرأي العام لأخراج السفارة من العمارة، إلى أن يتم الضغط عليه حتى يوقف حملاته ضد وجود السفارة في العمارة.
ولكن يستأنف الدفاع مرة أخرى والنضال بعد استشهاد إياد ابن صديقه الذي تعود علي مصادقته في الانتفاضة الفلسطينية، فتشتعل وطنيته مرة أخرى ويعود للنضال ضد إسرائيل والتطبيع.

## الممثلون
- عادل إمام:شريف خيري
- داليا البحيري:داليا من اليسار التقدمي
- لطفي لبيب: السفير الإسرائيلي ديفد كوهين
- خالد زكي: اللواء راشد سلام
- أحمد راتب: المحامي
- ميسرة: بنت الليل
- خالد سرحان:النقيب طارق حارس العمارة
- عزت أبو عوف:ولاء غانم - ضيف شرف
- محمد شومان:المذيع أحمد القسم في قناة المنيرة
- محمد أبو داوود: أبو اياد الفلسطيني
- أحمد عقل: رجل المرور
- ضياء الميرغني: زعيم الجماعة الإرهابية
- مصطفى هريدي: قريب داليا
- نرمين ماهر: اوشين المضيفة
- ضياء عبد الخالق: إسرائيلي
- عماد الراهب: إسرائيلي
- أنور عبد المنعم: صاحب محل اكل
- سعيد طرابيك: حسين عبد الرؤوف صديق شريف خيري
- زينب وهبي: أم عطيات مربية دالية
- أحمد صيام: مصطفي صديق شريف خيري
- هناء عبد الفتاح: عم داليا شهدي
- نهير أمين:عمة داليا شهدي
- محمد الدسوقي: رجل الحزب
- عبد الرحيم التنير: القاضي
- بالإضافة إلي: ناتاشا - أحمد مصطفى - عصام مصطفى - اشرف عبد الفضيل - أحمد نجرو - حسين نافع - عماد زياده - إبراهيم ظريف - رابيا - طارق عرفة - ايان كيلواي - روز - انجا - شريف عبد السلام - محمد البططي - شريف حسن - عماد دكروري - عزالدين - شادي السنباطي - أسامة سامي - رواش العوامري - محمد هوجان - ابتسام - محمد العوام - أمير صابر